# Sukaratu (Sukaratu)
Sukaratu is een bestuurslaag in het regentschap Tasikmalaya van de provincie West-Java, Indonesië. Sukaratu telt 5999 inwoners (volkstelling 2010).